# 小疇尚
小疇尚（こあぜ たかし、1935年3月30日- ）は、日本の地理学者、明治大学名誉教授。

## 略歴
兵庫県出身。1958年明治大学文学部地理学科卒業、61年同大学院修士課程修了。
同年明治大学文学部専任助手、77年同教授。文学部長、博物館長、評議員等を務め、2005年定年、名誉教授。
2014年4月瑞宝中綬章受章。

## 著書
- 『空から見た日本 1 日本の風土』(くもんの図鑑 社会科) くもん出版 1982
- 『ヒマラヤ・崑崙・アンデス 山々の誕生 理科年表読本』丸善 1990
- 『山を読む』 (自然景観の読み方）岩波書店 1991
- 『大地にみえる奇妙な模様』 (自然史の窓）岩波書店 1999

### 共編著
- 『寒冷地域の自然環境』福田正己, 野上道男共編 北海道大学図書刊行会 1985
- 『日本の自然 地域編 1 北海道』石城謙吉,佐久間敏雄,福田正己, 酒井昭共編 岩波書店 1994
- 『グラフィック日本列島の20億年』白尾元理写真, 斎藤靖二と解説 岩波書店 2001
- 『日本の地形 2 北海道』小野有五,野上道男, 平川一臣共編 東京大学出版会 2003
- 『日本の地形 3、5』貝塚爽平, 太田陽子,小池一之,鎮西清高, 野上道男,町田洋, 松田時彦,米倉伸之共編 東京大学出版会 2005-06
- 『山に学ぶ 歩いて観て考える山の自然』小疇尚研究室編. 小疇尚教授古稀記念出版実行委員会 2005
- 『日本列島の20億年 景観50選』白尾元理写真, 小疇尚, 斎藤靖二 解説. 岩波書店 2009

## 論文
- <小疇尚